# دوري الدرجة الأولى الليتواني 1931
دوري الدرجة الأولى الليتواني 1931 هو الموسم 10 من دوري الدرجة الأولى الليتواني. أشرف على تنظيمه اتحاد ليتوانيا لكرة القدم، وكان عدد الأندية المشاركة فيه 7، وفاز فيه KSS Klaipėda ‏.